# Bitwa pod Wołodarką

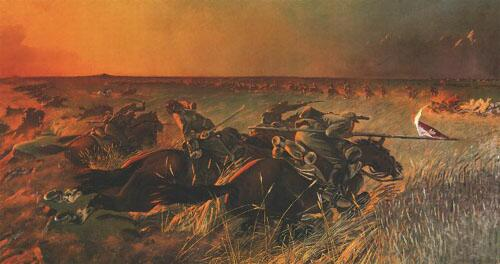
Szarża polskiej jazdy pod Wołodarką

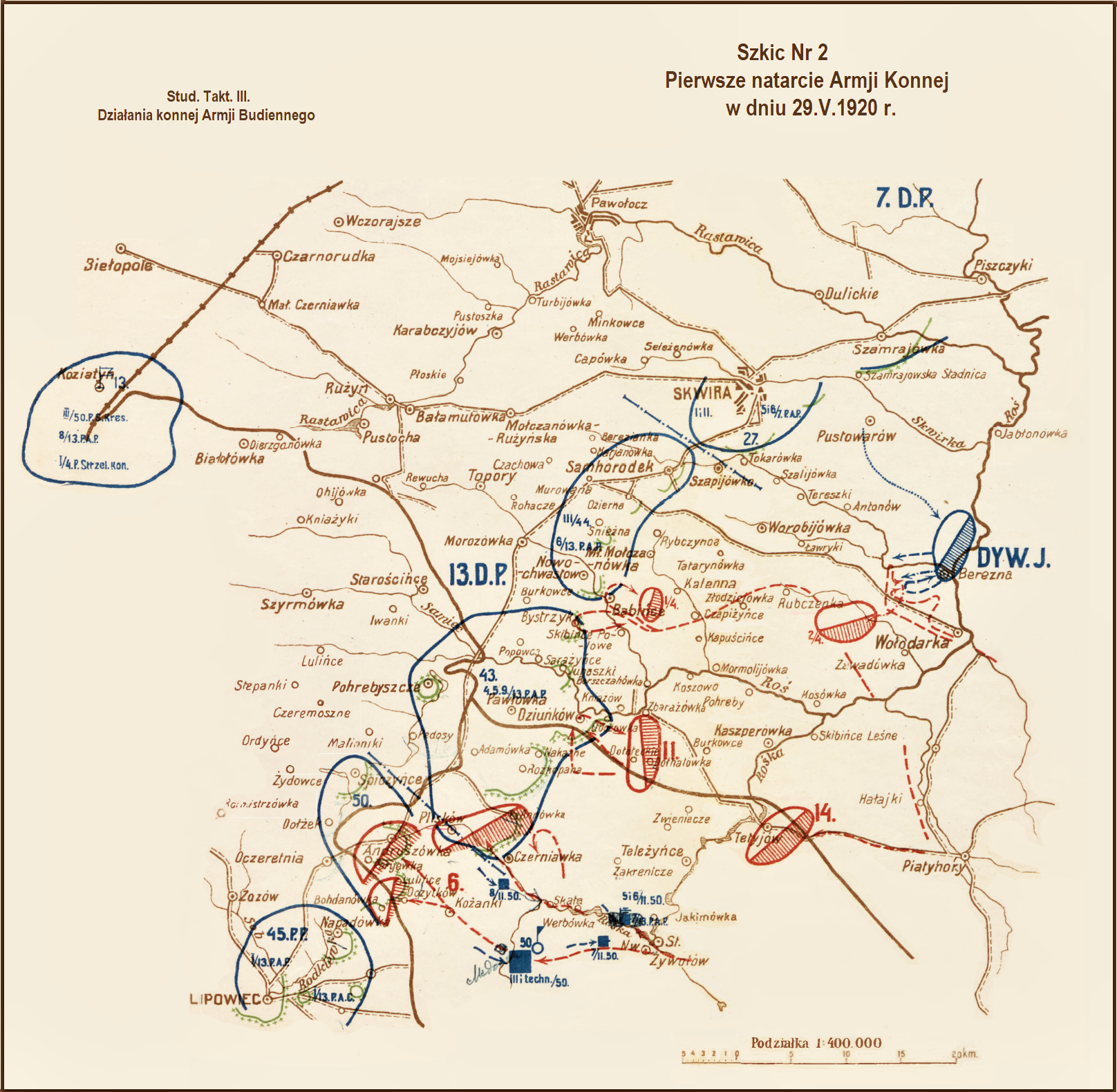
Mieczysław Biernacki,
Działania armji konnej Budiennego...

Bitwa pod Wołodarką – potyczka pomiędzy armią polską a 1 Armią Konną dowodzoną przez Siemiona Budionnego, która miała miejsce w okolicach Kijowa pomiędzy 29 a 31 maja 1920 roku. Była ona częścią wyprawy kijowskiej.

## Przed bitwą
Po zajęciu przez Wojsko Polskie Kijowa 7 maja 1920 roku stało się jasne, że plany Piłsudskiego przewidujące stoczenie decydującej bitwy z Armią Czerwoną na terenie Ukrainy legły w gruzach. Bolszewicy unikali bitwy, wycofując się z prawobrzeżnej Ukrainy, oddając tym samym jej stolicę – Kijów. W tym samym czasie dowództwo Armii Czerwonej nakazało doświadczonej w boju 1 Armii Konnej Siemiona Budionnego przetransportować swoje siły na Ukrainę oraz rozpocząć ofensywę mającą oskrzydlić wysunięte pozycje wojsk polskich i części kontyngentu dostarczonego przez URL.
Sowieckie natarcie rozpoczęło się ostatecznie 26 maja 1920 roku. W czasie gdy 12 Armia dokonywała ataków pozoracyjnych mających związać siły polskie pod Kijowem, grupa operacyjna Jony Jakira po przekroczeniu Dniepru, uderzyła na pozycje słabej 7 Dywizji Piechoty, wspieranej przez dywizję jazdy, z zamiarem przerwania polskich linii pod Białą Cerkwią. Główny atak miała przeprowadzić 1 Armia Konna, która 28 maja zajęła pozycje wyjściowe, a rankiem 29 maja ruszyła do natarcia.
Jednakże pomijając wypoczęte i zaprawione w boju oddziały 1 Armii Konnej, rosyjski dowódca frontu południowo-zachodniego komandarm Aleksandr Jegorow miał do dyspozycji tylko 12 Armię, która po porażkach podczas odwrotu z Ukrainy została wzmocniona niedoświadczonymi rekrutami. Spowodowało to obniżenie mobilności wojsk oraz uniemożliwiło ofensywę na całej długości frontu. W dniu 29 maja 1920 roku dowódca 3 Armii wydał rozkaz rozpoczęcia kontrataku. Nowo sformowana Grupa „Wasilków” Stefana Dąba-Biernackiego uprzedziła atak grupy Jakira, który mógł zagrozić osłabionej 7 Dywizji Piechoty. Natarcie odniosło zamierzony skutek, a grupę składającą się dotychczas z pojedynczej brygady (V Brygada Piechoty Legionów) wzmocniono batalionem 1 Dywizji Piechoty Legionów, dwoma grupami artylerii i dwoma oddziałami kawalerii. Bolszewicy takiego nagromadzenia potencjału wojskowego przez Polaków na tym odcinku frontu nie przewidzieli. 
Po pierwszym natarciu bolszewicka 44 Dywizja Strzelców straciła jedną ze swoich brygad i cały personel, co opóźniło sowieckie natarcie na północnym odcinku frontu. Zagrożone pozostały jednak południowe odcinki pomiędzy 3 Armią a 6 Armią. Wykorzystały to oddziały 1 Konarmii i po przekroczeniu Dniepru skoncentrowały się w okolicach Humania. Niedługo potem polskie linie obronne zostały tam przerwane i rozpoczął się szybki rajd bolszewików w kierunku strategicznie położonemu węzłowi kolejowemu w Koziatynie.

## Bitwa
29 maja 1920 roku bolszewicka 4 Dywizja Kawalerii z 1 Armii Konnej zaatakowała polskie pozycje w miejscowościach Wołodarka, Berezna i Nowochwastów (Nowofastów). Rejonu tego broniła dywizja kawalerii gen. Karnickiego, która przybyła w ten rejon dzień wcześniej po intensywnym marszu w upale, wcześniej tocząc ciężkie walki z oddziałami Grupy Operacyjnej Jony Jakira.
Bitwa rozpoczęła się od starć patroli i podjazdów, które wysyłały obie strony, m.in. ponad trzygodzinne walki stoczył dywizjon rtm. Zakrzewskiego z 1 pułku ułanów idący w straży przedniej dywizji. Przez wiele godzin 16 pułk ułanów odpierał kilkukrotne ataki bolszewickiej kawalerii na Wołodarkę zadając atakującym duże straty.
Około godziny 16 polskie patrole zauważyły zbliżający się z Bielijówki i Pietraszówki silny oddział kawalerii bolszewickiej w sile pułku, przeciwko któremu wysłano 2 pułk szwoleżerów wsparty artylerią. Przeciwnik nie przyjął szarży i rozpoczął odwrót. 
Ok. 1700 na zachód od Berezna pojawił się sowiecki 19 pułk kawalerii, w wyniku szarży wykonanej przez 1 pułk ułanów bolszewicy ponieśli duże straty i rozpoczęli odwrót w kierunku Hajworonu, ścigani przez Polaków. Ułani zdobyli miejscowość niszcząc znajdującą się tam baterię artylerii, jednak na zmęczonych szarżą i rozproszonych Polaków uderzył 20 pułk kawalerii. W najgorszej sytuacji znalazł się okrążony 3 szwadron, który stracił ponad 30 zabitych, jednak szarża odwodowego 4 szwadronu i postawa reszty pułku zmusiła w końcu bolszewików do odwrotu. Straty po obu stronach były wysokie, Polacy stracili ponad 80 zabitych i rannych, zdobyto m.in. 2 ckm na taczankach.

## Po bitwie
Sukces polskiej kawalerii w walkach pod Wołodarką wspomógł obronę polskich pozycji zajmowanych przez 13 Dywizję Piechoty. W czasie gdy główne siły 4 Dywizji Kawalerii walczyły pod Wołodarką, reszta jej pułków uderzyła m.in. na Nowochwastów broniony przez 1 kompanię III batalionu 44 pułku strzelców kaniowskich. Początkowo bolszewicy zajęli miejscowość, lecz po ściągnięciu niewielkich odwodów polskie oddziały w nocnym kontrataku odzyskały utracone pozycje.
31 maja licząca około 600 ludzi 3 Brygada Kawalerii Kozaków Dońskich z 14 Dywizji Kawalerii 1 Armii Konnej, składająca się z byłych białogwardzistów Denikina przymusowo wcielonych do Armii Czerwonej, po zabiciu komisarzy przeszła na stronę Wojska Polskiego walcząc u jego boku jako Brygada Wolnych Kozaków. Pułkownik Jakowlew pozostał jej dowódcą do czasu jej rozwiązania w 1923 roku.
Ataki 1 Konarmii zostały odparte ze względu na siłę oporu i mobilność polskich wojsk. Tylko 6 Dywizja Kawalerii zdołała przerwać linię obrony 13 Kresowej Dywizji Piechoty zadając siłom polskim duże straty, lecz następnego dnia została wyparta. Po trzech dniach walk wojska obu armii powróciły na pozycje wyjściowe sprzed bitwy.